# 警察無線
警察無線（けいさつむせん）とは、警察が使用する業務無線の総称。警察活動において情報伝達という重要な役割を担っており、活動現場と警察本部などとの通信を可能にしているものである。ただし、警察無線はすべての国で独立したシステムとなっているわけではなく消防無線等と共用になっている国もある。

## 歴史

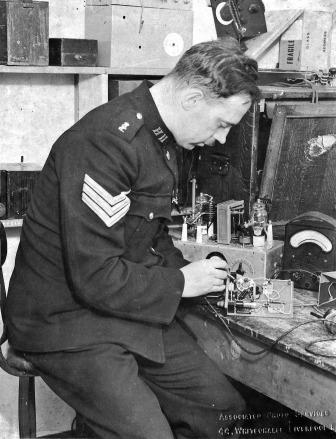
警察無線を操作するリバプール市警の警察官

警察無線システムの導入以前、担当区域に配属された警察官の連絡手段は、公衆電話や交番にある電話で司令部に電話するか、直接会って口頭で行うかしかなかった。他の警察官に合図を送ったり助けを求めたりするには、大声を出す、笛を吹く、物を叩いて音を出すなどの手段しかなかった。つまり、応援要請、事件や逮捕の報告、犯罪処理のための出動の要請は、警察官が電話まで到達しなければできなかったのである。
世界初の警察無線システムは、1928年にアメリカ合衆国・デトロイトで導入された。デトロイト市警察は、犯罪情報をパトカーに一斉に伝えるために、一方向の無線システムを導入した。このシステムには、連邦通信委員会(FCC)から"KOP"というコールサインが割り当てられた。ただし、FCCの規則に従い、KOPは「娯楽局」(entertainment station)に分類され、その条件を満たすためにKOPの存在と周波数は一般に公開され、警察業務のための通信を行わない時間には音楽が放送された。初の双方向警察無線システムは、1933年にニュージャージー州ベイヨンで導入された。FCCは、1934年に一時的に警察無線を禁止したが、翌1935年にその決定を取り消した。
端末の大きさと導入コストの関係で、初期の警察無線はパトカーと警察署の建物内にのみ設置されていた。そのため、徒歩でパトロール中の警察官は依然として電話を使用しなければならなかった。1960年代に小型の携帯無線機が導入され、全ての警察官が警察無線を使用できるようになった。初期の携帯無線機は重量が重く、電池の寿命も短かったが、技術の進歩に伴いこの問題は徐々に解消された。
現代の警察無線システムは、部隊の管理や警察官の割当てを効率化するために、モバイルデータ端末によって補強されている。
警察無線システムは歴史的に公共用の周波数を使用しており、傍受が容易に行えた。現代の警察無線システムのほとんどは、傍受しても内容がわからないようにするために、暗号化が行われている。

## 日本の警察無線

### 概要
日本の警察無線の主要なものとして、車載通信系、携帯通信系、署活系、WIDE通信システムの4種類がある。これ以外にもヘリテレ連絡波などもある。いずれも暗号化された信号をデジタル変調方式で送受しているため、第三者が聴取することは困難である。使用している周波数については、犯罪捜査に関わる無線局であることを理由に公開されていない。

### 系統

#### 車載通信系
日本の警察無線の中の車載通信系の通信機は、パトカー、白バイなどの警察車両、航空機、船舶に搭載されている他、警察署・警察本部の各課・各係（送信機と受信機は庁舎の上層階に設置され、マイクとボリュームの付いたスピーカーが部署ごとに配置されている。マイクとスピーカー一組を「リモコン」と呼ぶ）、及びその隷下の各部隊に配備されている。「基幹系」と呼ばれる。車載通信系の通信を受信することのみが可能な「受令機」（ポケットラジオサイズの専用受信機）もある。携帯型の通信機もあり、車両から離れた場所であっても通信が可能である。最も広範囲の警察官をカバーできる通信系であり、警察活動における指揮、伝達において重要なものである。110番で入電した通報はこの通信系を通じて通信指令本部から速やかに各警察署や第一線の警察官にその対応を指令される。
また「受令機」は、署活系無線機など個別通信手段を持たない警察官を直接呼び出す（または会話内容を部外者に聞かれたくない）場合にも、“放送”の形で以下のように用いられて来た。
通信例
（警察署）新葛飾より警視庁
（警察本部）新葛飾、どうぞ
（警察署）セルコール願いたい
（警察本部）警視庁、了解
（信号音　これで該当する全ての受令機が携帯者に注意を促すブザーを鳴らす）
（警察本部）警視庁より新葛飾管内の受令機に対しセルコールを発した。新葛飾、どうぞ
（警察署）署外活動中の両津PM（Police Man。階級関係なく警察官の略）、両津PM、PS（Police Station。本署の略）まで有線（電話連絡のこと）願いたい。以上、新葛飾
あらゆる場所での事件や災害の発生の可能性に備えて、車載通信系は各都道府県内を島嶼や海上も含めくまなくカバーする必要性がある。そのため見晴らしのよい山上や高層ビルなどに設置した中継所を介したシステムとして設計されている。送信された電波は一旦、中継所で受信され別の周波数で再送信される仕組みになっているため、送信者からの遠近にかかわらず、広範囲に存在する無線局との相互の交信や他局の通信内容の傍受が可能になっている。つまり、同一チャンネルで通信している限りにおいて、他局の通信を傍受することができるため、ある局の通信内容をその他の局に伝言するような中継の作業が不要であり通話効率が高い。また、主な地下街やトンネルやターミナル駅など電波が届かない、あるいは届きにくい場所についても中継装置を設け、活動中の警察官が通信を傍受ないしは送受ができるように整備されている。このように車載通信系は日本全域を高い覆域率でカバーする移動体通信システムである。車載系の歴史は1950年頃から始まっており移動体通信の先駆的存在である。
車載通信系は1950年（昭和25年）頃から30MHz帯(FM変調)を使って開始された。車載移動局と基地局(警察署や警察本部)の送信周波数差は概ね2MHz程度あった。移動局の出力は25W、基地局、固定局は50Wで免許を交付されていた。当時の写真には、後部バンパーに長いホイップアンテナや、警察署や警察本部屋上に設置されたスリーブやブラウン型と思われるアンテナが記録されている。昭和30年代の写真からは、有人の山上中継所に30MHz帯や150MHz帯の空中線が整備されていることが確認できるが、どのような中継設計や運用がされているかは不明である。
30MHz帯の利用と平行して、1950年頃から150MHz帯の実用化試験局(車載移動局)を用いた研究が行われた。当時は真空管を用いた通信機であり実用化に至るまでには相当な時間を要した。技術の進歩により、昭和40年代に都道府県単位で段階的に150MHz帯(FM変調)に移行した。150MHz帯と比較して30MHz帯はエンジンなどが発するノイズによる通信品質への影響が大きく、この移行に伴い通信品質は大幅に向上した。また、150MHz帯では山上中継所を介したシステムとなり、前述の通り広い範囲に存在する移動局間の相互通話や通信の傍受が可能となった。山上中継所は、送信する電波を広範囲に届けられる一方で、広範囲に散在する移動局の電波も好条件で受信することができる。送信出力が比較的小さく、通常ならば数百メートルから数キロ程度しか交信できない携帯型の通信機などであっても、本部などの固定局や遠く数十キロ離れた移動局とも安定した通信が行えるようになった。150MHz帯への周波数帯の変更に伴い不感地帯の影響が顕著になり、既存山上中継所の他に補助無線中継所が整備された。30MHz帯と比較して150MHz帯は直進性が強く、地形の影響を受けやすいためである。またこの時代、山間部の僻地やトンネルを通る高速道路が整備されてきたこともあり中継所の整備が強化された。
車載通信系は大ゾーン方式の移動体通信システム設計が基本的に採用されている。条件にもよるが比較的標高のある山頂からの見通しで30-50km程度をカバーする。携帯電話など小ゾーン方式が多い公衆向け通信システムと異なり、この方式は局数が限定されること、設置局数を抑えられることや簡素な設計で済むことによる設置コストや運用コストが低減できること、海上や山間部など広範囲をカバーする必要性などを勘案した上で設計されたものと推察される。ただし、一つの通信チャネルに多数の無線局が開局するため通話が一時的に輻輳することがある。また、時代の変遷に伴い通話量が増加する傾向がある。そのため、複数の通信チャネルを設定しておき、目的に応じて切り替えて利用している。車載通信系は地域ごとに分割した複数の方面系や県内系などの他に、警察の規模によっては交通や捜査などの専門の周波数が割り当てられている。また多府県にまたがる広域共通の周波数や高速道路専用の周波数も割り当てられている。さらに、災害時の増波に備えて臨時使用の周波数も周波数割り当て計画に盛り込まれている。
1960年以前にアマチュア無線に割り当てられていた144-148MHzの周波数のうち146-148MHzを業務無線に使うこととなった。警察無線もこの周波数帯にFM方式で割り当てられることになった。その結果、車載通信系はその周波数帯と変調方式が無線愛好家には傍受が容易であった。長らく傍受の対象とされてきた。そのため、通信はそのことを前提として行わざるを得ず、機密事項やプライバシーに関わる内容については有線電話を併用した。また、音声を周波数処理して送信する方法などもとられたが、抜本的な対策とはならなかった。昭和50年代に入るとデジタル技術の移動体音声通信への応用に向けた研究が進み、1983年（昭和58年）から順次、デジタル化された車載通信系の導入が開始された。車載通信系は大規模かつ24時間365日稼働するシステムであることから、既存システムとを併用しながら機器の入れ替えを進め、完全に移行するには5年以上を要した。開発期間中から導入時期頃にかけては車載通信系への妨害事件が多発した他、グリコ・森永事件で被疑者が警察無線を受信した証拠物件が発見され、警察の動向を把握しながら犯行を行っていることが明らかになるなどしたため、開発、導入が進んだとされる。デジタル化に伴い音声以外のデータ通信にも車載通信系が利用された。マイクロ多重回線を活用したモニター機能もこの時代に整備され、遠隔地で行われる通信を管区警察局や警察庁でモニターできるようになった。
1998年、革マル派のアジトで車載通信系を録音したテープや受信装置が押収されたことから、革マル派がデジタル無線の復号に成功していたことが明らかになった。また、無線雑誌ラジオライフの読者も、革マル派とは異なる独自の回路とソフトウェアを使い復調と復号に成功していた。一般的に暗号強度は、コンピューターの処理能力の増大に伴い、脆弱性を増す。機器全般の老朽化も進んでいたことから新たな車載通信系システムの開発が進められ、2003年、従来のデジタル警察無線形式(MPR)に代わり新型であるAPR(Advanced Police Radio)へと移行した。APRの特長は以下の通り。
- データ通信の通信スロットが音声スロットから独立しているためデータ通信が音声通話を阻害しない。
- 複数中継所から同一周波数で同期された同時送信を行っており、MPRシステムで問題となった干渉問題が大幅に軽減されている。その結果、不感地帯が減少させることができる。また、これまで干渉問題で利用できなかった中継所を活用できるようになったことも不感地帯減少に寄与している。
- 暗号強度の強化
- 隣接する都道府県の通信系との接続性向上
- パトカーに搭載した車載通信機を一時的に中継モードにすることで、他の移動体と中継所との間を中継することができる。不感地帯で事件、事故が発生した場合に機動的に対応することができる。

2011年3月11日に発生した東日本大震災においては、山上無線中継所を介した車載系は大きな力を発揮した。有線・無線の一般電話網は、地震発生直後から津波や地震の被害により、大きく損なわれた。被害を受けなかった通信網も、通話の輻輳や通信統制によりその利用が大きく制限された。その一方で、山上無線中継所は非常用発動発電機を備えており、商用電源の停電による即時機能停止を免れた。また津波の被害を受けなかったこともあり、発動発電機の燃料を補給することで継続的かつ安定的に車載系無線の中継機能を提供することができた。

#### 携帯通信系
日本の警察無線の中の携帯通信系は、部隊活動用に用いられる通信システムで、中継所を介さない単信通信である。比較的狭い範囲で用いられ、捜査、機動隊の活動、雑踏警備で用いられることが多い。

#### 署活系 (署外活動系)
日本の警察無線の中の署活系は、警察署と署外活動中の警察官あるいは警察官同士で通信するために整備されたものである。350MHz帯の周波数が警察署単位で割り当てられており、暗号化された信号をデジタル変調方式で送受している。
初代の署活系は1974年（昭和49年）度から整備され1975年（昭和50年）から運用を開始し、1981年（昭和56年）度まで展開され873警察署基地局と携帯無線機約2万台の整備が完了した。この時の携帯型無線機はSW-1(松下通信工業製、出力は1W、電波形式はFM変調(F3)、単信通信)であった。移動局側の出力が1Wであり空中線はホイップ型アンテナであったために必ずしも常に良好な通信状況が確保できず、通信が困難な場合も発生した。
1982年（昭和57年）度には、警察署において警察電話と接続して照会センターと直接通信して、盗難車などの手配照会ができるシステムも開始された。
1983年（昭和58年）度からは、広い地域を管轄する郡部の警察署が用いる広域署活系の整備が開始され同年度には117署の整備が完了した。前進基地と呼ばれる無線中継所を見晴らしの良い場所に設置することで、警察署との直接交信が困難な地域でも良好な通信状況を確保できるようになった。この頃、帯域の狭帯域化のために大幅な周波数変更を伴う移行が一度行われた。SW-2と呼ばれる狭帯域化対応の携帯型無線機が導入された。
アナログ方式の通信機器の老朽化と、無線マニアによる傍受および情報の漏洩を回避する理由から、1987年（昭和62年）頃からデジタル変調方式への移行が始まり、数年をかけて移行を完了した。この時用いられた携帯型無線機はSW-101。
署活系は警察署単位の通信系であるが、警察署の通信担当者の操作により車載通信系の通信内容を送信することができた。
署活系無線システム（SWシリーズ）が老朽化したため、2011年に地域警察デジタル無線システム（PSWとPSD）が本格導入された。PSWは350MHz帯の無線通信であり、PSDは公衆携帯電話システムを利用したものである。PSWは従来からある音声通信に加えて、GPSを使った位置情報の送信が行われる。これにより警察署や警察本部通信司令室では警察官のより適切かつ迅速な配置の指示が行えるようになった。また、従来の通信機より小型軽量化と長時間連続運用が実現されている。PSDはGPSとカメラを備え、現場から写真を送ったり受信することが可能である。また、110番通報に関する情報配信を受信することができ、音声一斉同報通信に比べてより確実に正確な情報の伝達が可能となっている。ただし、警視庁では「ピーフォン（Pフォン、ポリスフォン）」および「ポリスモード（ピーモード、Pモード）」、岡山県警察では「PIT（Police Integrated information Tool）システム（警察統合情報システム）」という独自のデータ端末とデーター通信システムを整備・使用している。
PSWの通信システムは、警察署を基地局としたものから多地点に基地局を設ける多セル方式へと変化した。従来からの警察署の基地局の他に、派出所などにも基地局を設置して各基地局が連係することにより警察署管轄内を広くカバーしている。これにより、従来よりも安定した通信状態を確保できるようになっている。
これまでは警察署管内で閉じていた通信系は、この地域警察デジタル無線システムの導入により、通信指令室、警察署、警察官が緊密に連携できる通信系に大きく変化し、効果的な警察活動を支援している。

#### WIDE通信システム
日本の警察無線の中のWIDE通信システムは、Wire-less Integrated Digital Equipmentの略であり、1990年代前半に整備が開始された。使用周波数帯は350MHz帯。車載型通信機と携帯型通信機がある。車載通信系がPTT(プッシュツートーク)であったのに対して、警察電話やWIDEシステムは電話と同じ同時双方向通話が可能である。WIDE通信機同士のほか、警察電話や一般公衆回線に接続できる。受話器を上げるだけでダイヤルすることなく特定の端末に接続できるホットライン機能や、輻輳時に他の通話を切断して優先的に回線を利用できる機能や、一斉指令機能などを搭載している。捜査をはじめ幹部系車両を中心に搭載され、単一および複数都道府県の通信で利用されている。山上中継所などを用いた大ゾーン方式とビル屋上などに設置された中継所の中ゾーン方式を主に併用している。地下街、空港、ターミナル駅など局所的な場所をカバーするための小ゾーン用中継所も存在する。前身は移動警察電話システム(移動警電)でありFM変調方式であった。自動車電話サービスの出現以前にこのシステムを実現した先進的な取り組みであったが、傍受の問題などもありWIDEシステムに代替された。
当該システムは整備完了から約20年が経過しており、IPRシステムへの統合に伴い、2016年（平成28年）9月に四国管区警察局管内にて運用を停止した。

#### IPR形移動無線通信システム
警察庁は、老朽化等の問題が顕在化している現行のAPR形警察移動通信システム、パトカー照会指令システム（PAT）、WIDE通信システムを、「IPR形移動無線通信システム（Integrated Police Radio Mobile Communication System）」および「IPR形IP移動通信システム（Integrated Police Radio Internet Protocol Mobile Communication System）」として統合・更新が完了した。大規模災害等による一部機能喪失時における通信の維持のほか、暗号の活用及び閉域網の構築によるセキュリティの確保などを推進する。
技術にポリストリプルアイ（通称：Pスリー）という先進的なシステムが使われており、令和元年度に新たに導入された。地域警察官にスマホ・タブレットを配備して民間通信網を用いて通信する。車載通信系と連係しているため、パトカー等においてPスリーを通じた通信も可能である。民間通信網のカバーエリア内では、パトカー等の車両・白バイや地域警察官は、Pスリーのスマホ等による民間通信網を経由した通信も可能となっている。Pスリーは、110番事案情報表示機能や画像収集機能に大きく活用されている。電波の状況については70％が警察無線より民間通信網（スマホ）の方が感度が良いと回答があった。スマホの音声通話機能については全体の91％の警察署が活用していると回答したものの、音声通話として警察無線とスマホのどちらを主に使っているか聞いたところ、77％が主に警察無線と回答があった。スマホの不便な点については、特に顔認証システムに関し「バイクに乗っている場合、ヘルメットを外し、帽子を脱ぐ必要がある」「暗闇では顔認証しにくい」等の回答があり、受電しても即時に電話が取れない場合がある。一般的にスマホの活用は進んでいるが、音声通話機能については、顔認証システムの不便さ等がネックとなって活用が進んでおらず、こうした不便さの解消を図ることで、警察無線からスマホ等への切り替えを進めていけると望まれている。
民間の携帯電話通信網であるスマホ等を用いたPスリーがしっかりと活用されているか、民間通信網を用いることにより警察独自の無線中継所等をどの程度廃止できるか、といった視点から調査を行ったところ、民間通信網の通信状況を考慮し、Pスリーにおいて使用可能である民間事業者網のサービスエリアに含まれている範囲に設置している補助中継所を廃止するなどの見直しを引き続き検討していくことになり、民間通信網の通信状況を考慮し、Pスリーにおいて使用可能である民間事業者網の通信が確保されているトンネル内に設置されている「トンネル中継所」を廃止するなどの見直しを引き続き検討していくこととなっている。
無線機（署活系）の現有機に係る減耗更新を行う予定だったが、Pスリーへの機能統合を行うものとして計画の変更を検討しており、現在、Pスリーで代替する場合の運用面に係る問題点の整理等のため、複数の県警察において実証実験を行っているところである。

### 技術

#### 使用する周波数
- 150MHz帯、300MHz帯、800MHz帯（トンネル内通信用）の使用が公表されているが、正確な周波数は公開されていない。一部雑誌に掲載されている場合もあるが、出所は各個人もしくは編集者による調査のみであり、正確性は不明である。

#### 無線機

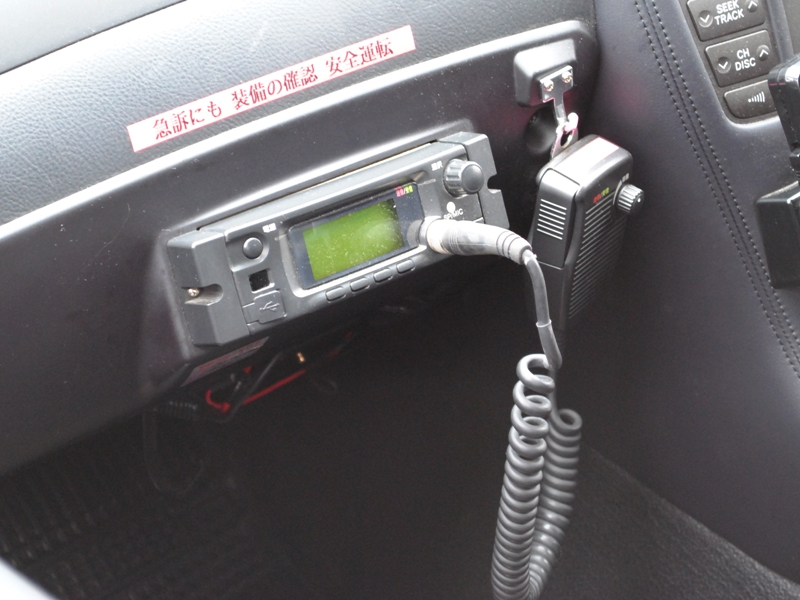
APR-ML1

- 県内系デジタル無線：パトカー用のMPR-100形、白バイ用のオートバイ100形、ヘリコプター用のヘリ100形、携帯用のUW-110形（高出力）、UW-105形、UW-101形、受令機のUR-100形がある[21]。
- APR形無線機：大きく分けて車載型のAPR-ML1（別名：FM-719A、製造：三菱電機株式会社）、白バイ車載型のAPR-AU1、携帯トランシーバ型のAPR-WT1（別名：EK-22110A、製造：パナソニック株式会社、送信出力：10W）とAPR-WTB1（別名：MT-782A、製造：パナソニック株式会社、送信出力：5W）、受令機(受信専用小型機)であるAPR-WR1（APR-WR1-AとAPR-WR1-B）がある。携帯トランシーバ型のAPR-WTB1の色は灰色よりほんの少し明るい色で塗装されており、正面に液晶画面がある。

ちなみにこれらは全て警察庁内部での呼称で、メーカー側における正式な型名は不明。例えばアナログ時代の携帯型「SW-1」、可搬型「UW-1」は製造元の松下通信工業ではそれぞれ「EK-3110ECT」、「EK-3226」（民生品）となる。

#### アンテナ
- パトカー用：150MHz帯のλ/4ホイップアンテナを、ルーフ中央部に直接取り付けて使用している。「RT-VH形ホイップアンテナ」と呼ばれる物が一般的で、メーカは電気興業である。

### その他の通信系
日本の警察無線には、移動体通信でないものも含まれるが、警察無線と関連する通信系が上記の他に複数存在する。下記にその例を示す。
- マイクロ多重
警察業務を行う上での情報通信ネットワーク網は自営および民間企業の専用線により構成されている。このうち自営のネットワークはマイクロ多重回線で構築されており、主に警察庁と管区警察局・方面本部・警察本部・市警部・主要空港、中継所などの間を結んでいる。このネットワークは警察電話や警察無線やヘリテレ中継の役割のほか一般的なIP通信ネットワークとして利用されている(ヘリテレ映像は別途小型の専用機器とマイクロ回線で伝送してる場合もある)。マイクロ波の特質上、山頂などの高所に中継局や反射板などの無給電中継所を設けている。災害や機器故障などによる通信の途絶を防止するためにループ状の回線設計がなされている。車載通信系やWIDEシステムなどの通信は、そのほとんどをこのマイクロ多重回線を通じて本部や機械室との間で中継されている。昭和30年代から整備が開始され当初は管区警察局を結ぶ幹線整備から始まった。その後、各都道府県本部への拡張、2ルート化、ハブ方式からループ方式への変更、デジタル化、大容量化、IP化など何度かの大幅な増強を繰り返してきた。マイクロ多重回線はその目的や重要度などから第一級から第三級までの種別がある。
- 補助中継回線 (リンク回線)
警察本部と無線中継所及び無線中継所相互間を結ぶための回線。有線で接続される場合もあるが、ここでは無線のみについて取り扱う。車載通信系が150MHz帯のFM変調の時には一般的に350MHzのFM変調が用いられていたが、遠距離の場合などには例外的にVHF帯が用いられている場合もあった。車載通信系がMPRへ移行すると450MHz帯へ移行しデジタル変調に変更された。APRへの移行に伴い7.5GHz帯マイクロ多重へ変更されたが、地理的な理由などでマイクロ多重回線が設定できない場合には一部でUHF帯が使用されている。
- 鉄道警察隊専用波
システム上は署活系とほぼ同一。鉄道警察隊の分駐所等と隊員の交信に使用。前身の国鉄鉄道公安職員時代から使用されている無線。
- ヘリテレ連絡波
警察ヘリコプターからの空撮映像を伝送するシステムに付随するもので、地上のヘリテレ操作卓などと機上との間で連絡をとるもの。2000年代初頭までアナログFM変調で運用されていたが、既にデジタル化している。
- ヘリコプター運航管理用無線（カンパニー波）
警察ヘリコプターの運航管理に利用されるもので、1995年（平成7年）より無線局運用規則に基づく告示[22]に規定する周波数の内、135.95MHzが全国共通で用いられている。航空無線の一種であり位置情報、着陸時間等の航空機の運航のための通信に利用されるが、ごく稀に出動事案等が受信できる場合もある。
- 短波無線電話
電波法の施行（1950年6月1日）以降の官報によると、1950年後半から 2.6Mcから2.9Mc前後を利用した近距離用電話無線局免許が国家公安委員会に対して承認されている。実際の無線局は全国的に散在し、出力は数W程度でAM変調を用い単信通話方式であった。許可された空中線は逆L字型であり、当時の警察署の写真によく見られる鉄塔(主に三角鉄塔)はこの逆L字型空中線と思われる。通信の相手方は1、2局に定められ、警察署と主要拠点間における固定局間の通信に用いられたと推察される。いつ頃廃止されたかは不明である。当時は電話通信事情がよくない時代であった。この通信系の整備は、そのことが影響しているのかも知れない。一例を以下に示す。周波数の単位、住所地名は記載のママ。

- 2695kc 「北松」(長崎県北松浦郡江迎町)と「福島」(長崎県北松浦郡福島村)
- 2900kc 「馬渡島」(佐賀県東松浦郡呼子町)と「呼子」(佐賀県東松浦郡名護屋村)
- 2695kc 「浦河」(北海道浦河郡浦河町)と「幌泉」(北海道幌泉郡幌泉村)
- 2695kc 「江差」(北海道檜山郡江差町)と「奥尻」(北海道奥尻郡奥尻村)
- 2900kc 「宝珠山」(福岡県朝倉郡宝珠山村)と「朝倉」(福岡県朝倉郡甘木町)

そのほか、スピード取り締まりで使用される周波数（Xバンド　レーダー波・違反車両連絡用）以外は、ほぼ全てデジタル変調の通信である。部隊活動系の一部（大規模警備等）には特定小電力無線やアナログ無線、業務無線が使われる事があるが、これは予算上の都合とデジタル無線機の管理上台数を増やさないための処置である（警察は無線機の紛失・盗難には非常に敏感である）。

### 歴史

#### 戦前
無線の活用は第二次世界大戦前から行われていた。一般的に、警察による超短波無線の活用は戦後とされているが、複数の例外的事例が存在する。
- 1936年（昭和11年）当時、新潟県本土と佐渡島を結ぶ通信施設は寺泊 - 赤泊間の海底電線3回線しかなく、内1回線は電信専用のため、2回線ですべての通話を取り扱っていたために非常に輻輳し、普通通話の場合朝申し込んで夕方ようやく通じ、至急通話でも3 - 4時間を要するありさまで、定期船が両津港を出航して間もなく出した手配が、船が新潟港へ入港後しばらく経ってから着くというような事例がしばしばあった。このため、海底線で警察電話回線を新設する計画もあったが、多額の経費を要するため到底実現の見込みはなかった。しかし同年に東北帝国大学の宇田新太郎が学生を連れて来県し、宇田が研究中の超短波無線電話の実験を新潟 - 佐渡間で行った結果、十分実用に耐えうるものであった。この無線は機器のほか建物など一切を含めて5万円で整備可能であると言われ、「海底線の5分の1でできるなら」ということで計画は具体化し予算折衝に入ったが、当時警察電話の修繕費は年間わずか1万円という少額であって県費の支出は予定できないため、産金政策の影響で景気の良かった三菱鉱業佐渡鉱山から3万円、日本電気協会その他から若干の寄付金を得て実施に取り掛かった。当時の電波は日本軍と逓信省がその大半を押さえており他にはほとんど許可しない方針であったが、波長10 m以下の超短波はまだ実用の段階に入っていなかったために容易く許可され、基地2局、移動2局の免許を得て1938年（昭和13年）起工、新潟県庁屋上と佐渡白瀬の丘陵上に基地局を建設して1939年（昭和14年）5月開局の運びとなり、佐渡との警察通信に一時代を画した。当時の宇田式超短波無線電話は「AM振幅変調方式」で、後のFM周波数変調方式より雑音は多いものの通話には十分であった。超短波による警察通信は日本初で、警察通信史上大きな意義を持つものとされる。なお、免許を得ていた移動2局は予算の関係もあって直ちに実用化することができず、わずかに漁業監視船「弥彦丸」に取り付け防空監視通信に使用されたのみで、直接警察用務に使用されることはなかった[23]。

なお、この事例を日本初の超短波による警察通信とすることについては議論があり、1934年（昭和9年）春から1941年（昭和16年）7月頃まで、東京水上警察署と台場の見張所の間に、東京湾内取締りのために用いられたものが日本初であるとする文献も存在する。

#### 戦時中
第二次世界大戦下においては、通信の確保のために伝書鳩の利用を試みた記録が残っている。
- 佐賀県警察では、1945年（昭和20年）7月12日付で伝書鳩飼育係が発令された(辞令留より)。当時、県警本部には無線電話の施設がなく、本土空襲が激化するに従って有線通信の危険が多くなってきた。無線施設も爆撃による損傷の恐れがあったため、鳩の帰巣本能を利用した伝書鳩の活用が試みられたものである。しかし、県内官庁の疎開を待たずに終戦を迎えたこともあり、実際に伝書鳩による通信が用いられた可能性は極めて低いものと推察されている[25]。

#### 戦後
第二次世界大戦によって、日本国内の警察通信は有線・無線を問わず寸断された。終戦時点においては警察通信のみならず、国内の全ての通信施設が大きな破損もしくは損傷を受け、残存施設に関しても長期にわたる戦時保全の不完備からほとんど運用できる状態にはなく、その復旧に要する資金、資材、要員などの調達も容易ではなかった。終戦直後で不安定だった国内治安の安定という責務を負っていた警察においては、通信設備の復旧及び整備が急務となっていた。
そのような中で、旧海軍の機材や人員を転用した上での通信網の整備方針が定められ、警察無線は直接もしくは間接的に旧海軍の影響を受けることとなった。陸軍ではなく海軍の機器・人員が用いられた理由として、陸軍は海軍と比べて有線通信が無線通信より重要視されていたことが影響している。海軍は自ずと無線通信を必要としたが、陸軍は比較的新しい技術の無線よりも従来からある有線通信を重要視していた。
当時の通信は電信のみで音声通話は不可能であったが、使用不能となっていた有線電話の代用として急速に整備されたことにより、戦後の復興に大きく貢献した。1946年（昭和21年）3月には、中短波の周波数を用いた全国的な無線電信網の整備が一通りの完成を見たが、その後の警察法の施行に伴う警察機構の整備と戦後の混乱した社会情勢に対応する警察活動の活発化に伴って、通信施設の整備拡充は警察内部のみならず、連合軍総司令部からも強く要請されるようになった。
音声通話による無線通信の実用化は1950年（昭和25年）までなく、電信のみによる通信および一斉放送が続いた。一斉放送時に使用された相手先呼び出し識別符号は「ウミ」であった（昭和26年（1951年）6月15日指定）。

#### 占領政策と警察通信
日本を占領下に置いた連合国軍司令部は、1946年（昭和21年）にアメリカの著名な専門家からなる2組の警察調査団を招き、詳細な実地調査や研究による報告基づいて具体的な措置、勧告、指導援助を実施した。アメリカ合衆国による占領政策の重大案件として、特別高等警察（特高警察）の廃止と民主警察制度への改革が強く推進され、警察通信に関しても新警察制度の体制に合致するよう切り替えることが求められていた。
1949年（昭和24年）7月、各警察管区本部、各府県本部及び各方面本部相互間の固定連絡設備が完成した。翌8月には旧軍用の可搬型応急無線機がそのまま警察に転用され、各都道府県内の応急用設備として用いられるようになった。この機器はモールス符号式の短波電信機であり、専門の通信職員でないと操作できず、警察官が単独で扱えないという欠点があったが、それでも可搬型としては当時唯一の存在であったために大きな役割を果たした。なお、この可搬装置の運用条件としては災害や訓練以外に「A 争議行為、暴動及びその他の騒擾事件が発生したとき。B 国家非常事態の宣言が発せられたとき。C 経済犯一斉取締りを実施するとき。D その他治安維持上緊急な措置を必要とするとき。」が挙げられており、当時の社会状況が反映されている。この装置は1954年（昭和29年）6月に警察可搬型応急無線電信電話機（PR-20型）に代替されるまで使用が続けられた。
1950年（昭和25年）5月、中短波簡易無線電話機のI型とII型が実用化され、前記各無線電信網の普及していない山間部や離島の小警察署及び駐在所との連絡の確保を目的に全国95か所に設置され、警察機構の末端に至る無線通信網が整備された。この機器は有線電話が未整備の箇所に固定用として設置されたものであり、警察電話回線の普及に伴って利用が減っていったが、駐在所等末端までの警察電話の架設は遅々として進まず、昭和30年代前半までの未架設駐在所にはA3と呼ばれる簡易中短波無線電話装置を設置して本署間の回線を確保するのが精一杯であった。警察電話未架設の駐在所が解消されるのは昭和40年代のことである。

##### 超短波無線電話機の実用化
警察通信の画期的変革が行われる動機となったのは、1946年（昭和21年）に来日したニューヨーク警視総監ヴァレンタインとミシガン州警察長オランダーによる勧告である。勧告内容(抜粋)は以下の通り。
- 「無線電気通信施設: 警察事務用無線通信施設は無線電信法(近く改正予定)に基づき、逓信省の承認を受け、警察側が計画し、建設、保守及び運用にあたる」[26]。「右の無線通信施設は、差向き警察側で現に運用中の無線電気通信施設を以て構成されるものとする。もっとも、警察の下部機構においては、優先通信が途絶した場合、公安保持上特に無線電話施設を必要と認められるが、これらの整備については、中短波及び短波用の周波数は今後利用できないので、管区本部以下の現存無線電信網は、これを超短波無線電話施設に取り替え、強化する計画を樹立するものとする」。[26]
- 「措置: 有線施設の補助として適当な超短波無線施設の整備拡充を促進する必要な措置を講ずることとする」[26]

上記勧告を受けて「固定通信の不如意な日本の実状に対処する手段として、機動通信を警察に採用することは絶対的な急務である」という建前から、まずアメリカ製の超短波周波数変調方式（FM式）無線電話機30台を無償貸与の上、その実地試験を具体的に指導した。
1949年（昭和24年）5月4日付で公布された「警察無線に関する覚書」、通称「SCAPIN-2000」においては、「警察無線局は技術上国際電気通信条約に違反しており、要員の技術的能力も低劣である。したがって予算の許す範囲内で無線局の技術的整備と要員の充実をはかること、および無線局数を非常事態下における治安活動に支障ない限度に整備すること」を指令された。特にFM超短波の実験については、国東半島を一端とする瀬戸内海航行船舶との移動通信実験、鹿野山を中心とする関東各県との通信実験、新宿伊勢丹からの東京都内移動通信実験、金剛山を中心とする大阪管区12県間の通信実用化試験などが全国的に行われ、最終的には白山頂上に超短波中継局を設置する実験にまで発展した。連合国軍総司令部は超短波通信を県間通信で用いることを考えていたが、国家地方警察通信部長の小野孝は移動無線に適していると考え、総司令部を説得した。
当初、国警本部では第1次計画として全国686地区の警察署に、それぞれ1固定局（基地局）と1移動局を設置することとしていたが、当時はドッジ・ラインが強力に推進されていた時代であり、3か年計画で総額37億余円という予算は大蔵省の容認し得る所ではなく、1950年（昭和25年）度に4都府県（東京・大阪・福岡・山口）分として1億4800万円が認められたに過ぎなかった。1950年（昭和25年）8月18日に東京都、9月1日には大阪府の施設が開局。続いて福岡県と山口県の施設も完成した。なお、この初年度工事の実施県に福岡県及び山口県が選ばれた大きな理由は、2県が関門海峡を擁する地理的環境から朝鮮戦争前の緊迫した国際情勢に対応する処置であったと考えられる。
その後、以下の通り他府県においても整備が進んだ。
- 昭和26年6月5日 福島、神奈川、新潟、茨城、愛知、兵庫、広島、島根、岡山、山口、長崎に超短波無線電話施設を設置。
- 昭和27年 札幌、旭川、釧路、北見、函館、宮城、青森、埼玉、千葉、静岡、長野、京都、石川、熊本、鹿児島に超短波無線電話施設を設置。
- 昭和28年 秋田、群馬、滋賀、三重、岐阜、香川、愛媛、大分に超短波無線電話施設を設置。
- 昭和29年 皇宮、岩手、山形、栃木、山梨、奈良、和歌山、福井、富山、島根、徳島、高知、宮崎に超短波無線電話施設を設置。この年の3月には超短波による県間連絡が可能となった[24]。
- 昭和30年 奄美大島及び佐賀に超短波無線電話施設を設置。超短波施設五カ年計画完了。

##### 自治体警察における無線整備
国家警察本部とは別に、1948年（昭和23年）3月に発足した自治体警察は、その管轄区域が比較的狭小で、なおかつ一般公衆通信網の普及度も高い関係上、無線を利用する分野は国家地方警察に比して小規模なものであったが、パトロール等に用いる移動通信は国家地方警察以上に必要とされていた。
自治体警察としては、前述の通り国家地方警察における超短波移動用無線電話の実用化試験の結果、国産機による移動無線局の可能性が立証されたこともあり、1949年（昭和24年）末から全国主要都市自治体警察消防運営委員会において、各自治体警察の超短波自動車無線が計画され、1950年（昭和25年）10月に大阪市公安委員会の無線局が認可されたのを皮切りに、横浜、東京、名古屋、神戸及び京都の各都市公安委員会の30MHz帯による無線局が相次いで認可された。もっとも、この30MHz帯は周波数の経済的割り当て上150MHz帯の電話が実用化されるまでの暫定的手段として認められたもので、1951年（昭和26年）6月には大阪市公安委員会の無線局が150MHz帯による実用化の試験局として認可され、次いで宇都宮、甲府、長野、尼崎、札幌、広島、横浜、小樽、川崎、名古屋、岸和田の各都市の公安委員会の実用化試験局も認可された。
自治体警察はその後、警察法の改正に伴い1954年（昭和29年）に府県警察に一本化された。

#### 主権回復後の全国整備
昭和20 - 30年代は限られた回線数、電話普及率および交換台を経由しての通話など、概して電話事情が悪かった。また、模写電送を短波帯からより安定した伝送路に切り換えたい要請、そして何よりも、非常災害時においても全国的通信網を確保すべき重要使命が課せられていることから、警察自営の通信回線を整備することが重要な課題であった。
1954年（昭和29年）10月1日、初の第一級回線（警察庁と各管区警察局及び管区警察局相互間を結ぶ回線）として東京 - 大阪間の整備がなされた。これによって無線回線を使った長距離電話通話が、交換台経由ながら利用可能となった。次いで1956年（昭和31年）には大阪 - 広島 - 福岡間に、1958年（昭和33年）には70MHz帯で東京 - 仙台 - 札幌間に、1960年（昭和35年）には70MHz帯で大阪 - 高松間が開通し、全国縦断無線多重回線が構成された（80MHz帯は当時の郵政省の方針で70MHz帯に変更された）。
しかし 70MHz帯では回線の拡張に限界があることと都市雑音の増加による通話品質低下のため、2GHz帯のマイクロ多重無線に引き継がれることとなる。2GHz帯のマイクロ多重無線は1958年（昭和33年）に東京 - 名古屋 - 大阪間の一級線で開通し、即時通話が可能となった。警察電話における一級線系のマイクロ多重化および自動即時接続化は1965年（昭和40年）度に完成した。
二級線（管区警察局と配下の都府県および方面本部を結ぶ回線）のマイクロ多重化および自動即時接続化は一級線系と並行して行われ、1957年（昭和32年）に2.6GHz帯 PPM方式により大阪 - 神戸間が初めて開通、次いで1960年（昭和35年）には大阪 - 京都間が2GHz帯で開通した。大阪 - 京都間では山岳回折波を利用したO/H高感度受信方式を採用した。1962年（昭和37年）には東京 - 浦和・千葉間が開通、1963年（昭和38年）には東京 - 横浜・宇都宮・前橋・水戸の各回線、大阪 - 和歌山間が開通（大阪 - 和歌山間は京都同様のO/H 高感度受信方式により開通）し、1964年（昭和39年）には広島 - 岡山間の回線が一級線分岐の2GHz帯で開通。「2級線マイクロ多重新設3か年計画」により、1966年（昭和41年）度も四国及び九州にて拡充された。こうして1967年（昭和42年）までに22区間が完成した。
なお、地形および置局の都合上2GHz帯での回線構成が困難な場合には350MHz帯の多重回線が使用され、1964年（昭和39年）には東京 - 静岡間、名古屋 - 岐阜・津間、大阪 - 奈良間、京都 - 大津間の各回線が350MHz帯を使用した二級線で開設された。
こうして敷設された多重通信網は電話のみならず、それまで短波帯を使っていた伝送模写（いわゆるファックス）などでも利用されることとなった。
マイクロ多重回線の全国展開完了に伴い、1967年（昭和42年）6月には中短波無線電話局の廃止並びに短波通信系の再編が行われた。以後、短波通信回線は非常時などの予備通信経路としての位置づけとなる一方で、マイクロ多重回線は更に高い周波数帯を使った広帯域・高速化、スター方式からループ方式を採用した耐障害性の向上、デジタル変調方式の採用、IP化へと進化していく。

#### 年表
- 1948年：30MHz帯アナログFMで開始[44]。無線機は米国製[45]、局数は約1000局であった。
- 1949年：国産無線機「PR-1」(29〜44MHz)を開発導入
- 1950年：昭和25年（1950年）6月1日に施行された電波法に基づく国家公安委員会の無線局免許(警視庁用)が、8月17日に交付される。周波数 33.5MHz、電波形式 F3にて呼出名称は「都本部」、「都本部移動」のほか「青梅」、「青梅移動」、「町田」、「町田移動」、「五日市」、「五日市移動」、「八王子」、「八王子移動」、「田無」、「田無移動」、「立川」、「立川移動」。いずれも固定局と基地局は空中線電力 50W、移動局は25W。[46]
- 1950年：8月29日、国家公安委員会の無線局免許(大阪府用)が交付される。周波数 34.5MHz、電波形式 F3にて呼出名称は「府本部」など。[47]
- 1950年：10月5日、国家公安委員会の無線局免許(大阪府用)が交付される。周波数 43.5MHz、電波形式 F3にて呼出名称は「大阪本部」、「大阪一号」から「大阪十号」まで。[48]
- 1958年：受令機を開発導入
- 1959年：150MHz帯を使用開始
- 1963年：携帯無線機を開発導入
- 1969年：150MHz帯携帯無線機「UW-10」を開発導入
- 1974年：400MHz帯携帯無線機を開発導入
- 1979年：タバコサイズの小型携帯無線機「UWS-1」を開発導入
- 1982年：電波技術審議会の一部答申を受けてデジタル方式携帯無線機の整備を開始[49]
- 1983年：無線中継を使った車載無線システムのデジタル化を開始[49]
- 1990年：1986年改正の無線設備規則(送信速度8kbps以下、チャネル間隔12.5kHz以下)に対応した8kbps狭帯域ディジタル携帯無線機を開発導入
- 1994年：WIDE(Wireless Integrated Digital Equipment―統合デジタル無線機器)システム導入
- 2003年：新型デジタル無線 APR（Advanced Police Radio type police mobile communication system）シリーズ導入開始
- 2011年：地域警察デジタル無線システム(新型署外活動系無線)「PSW(Police Station Walkie talkie)形無線機（製造会社:パナソニックシステムネットワークス株式会社 - 販売会社:パナソニックシステムソリューションズジャパン株式会社） および PSD(Police Station Data terminal)形データ端末（販売会社:KDDI - 機種名:E05SH/E06SH）」の本格運用開始

## イギリスの警察無線
イギリスでは、システムの統合による歳出削減、緊急時の相互通信、電波の有効利用のため、内務省が主導して1993年に警察や消防などの無線通信システムの共用化が図られた。
イギリスでは警察向けの情報通信技術の調達や契約管理などのため非政府の公的機関である警察情報技術局（PITO）が設立されている。
2000年にはPFI方式で新たな警察向け無線サービスが導入された。しかし、消防部門は暗号化技術による高コスト化からこのシステムの共用には消極的とされる一方、保健省管轄の救急部門は警察と消防の相互運用が重要とシステムの置換えに前向きである。

## 補足
米国では、警察無線を合法的に聴くことが可能である。またこれは日本からでも視聴可能で特別な機器がなくとも専用のスマートフォン用アプリなどで聞くことができる。